# Diomedeøerne
Diomedeøerne (russisk: острова Диомида, tr. ostrová Diomída, også kendt som острова Гвоздёва, tr. ostrová Gvozdjova, på engelsk Diomede Islands) er en gruppe af klippeøer, der ligger midt i Beringstrædet mellem Alaska mod øst, Sibirien mod vest, Beringshavet mod syd og Tjukterhavet mod nord. Øgruppen består af øerne Ratmanova øen (russisk "Ratmanov", eskimoisk "Imaqlik", også kendt som "Store Diomedeø"), der hører til Rusland, og Lille Diomedeø, der hører til USA.